# Jardin de l'Îlot-Riquet
Le jardin de l'Îlot-Riquet est un espace vert du 19e arrondissement de Paris, en France.

## Situation et accès
Le site est accessible par le 2, rue du Docteur-Lamaze.
Il est desservi par la ligne 7 à la station Riquet.

## Historique
Le jardin est créé en 1981.